# Reducervalsverk
Reducervalsverk, varmvalsverk för produktion av klena rör. Valsverket består av ett större antal spårade valspar som står efter varandra på linje. Valsningen sker kontinuerligt mellan valsarna, som är omväxlande horisontellt och vertikalt lagrade. Reducervalsverk används framför allt vid valsning av rör med en ytterdiameter mindre än cirka 28 mm.